# Carrer de la Vilaclosa (Maials)
Carrer de la Vilaclosa és una via pública de Maials (Segrià) inclosa a l'Inventari del Patrimoni Arquitectònic de Catalunya.

## Descripció
Aquest carreró de Vila-Closa conserva el seu caràcter primitiu, amb edificacions baixes, parets de pedra picada i un pas aixecat que talla part de la perspectiva. Malgrat les modificacions aquestes cases conserven alguns elements medievals: portal dovellat de mig punt amb un escut amb la flor de llis; trenca-aigües d'una finestra amb un motllurats; restes d'arcs i parets primitives a l'interior; al darrere dos naus amb volta d'ogiva encastades per la punta perpendicular.
El Pas cobert que dona a la Vila-Closa, en la part més alta del poble s'obre en una casa de la que manté la tipologia tradicional.